# Cyrtoneurina rescita
Cyrtoneurina rescita är en tvåvingeart som först beskrevs av Walker 1861.  Cyrtoneurina rescita ingår i släktet Cyrtoneurina och familjen husflugor. Inga underarter finns listade i Catalogue of Life.